# Sauvolle de La Villantry
Sauvolle de La Villantry (1671-1701) fut le premier gouverneur de la Louisiane française.

## Biographie
Antoine François Marie Sauvolle de La Villantry accompagna les frères Pierre Le Moyne, sieur d'Iberville et d'Ardillières et Jean-Baptiste Le Moyne de Bienville, explorateurs de la Nouvelle-France, notamment de la région des Grands Lacs et du fleuve Mississippi, lors de leur premier voyage en 1699.
Le 2 mai 1699, il devient commandant du Fort Maurepas établit par D'Iberville.
En janvier 1700, il est nommé gouverneur du territoire de la Louisiane française. Il est secondé par Bienville, lieutenant du Fort Maurepas.
Sauvolle de la Villantry reçoit plusieurs chefs amérindiens des tribus Tunica et Biloxi, voisins du Fort Maurepas qui lui demandent protection contre les amérindiens Quapaws. Ils envoient des hommes dans ces villages indigènes avec la préoccupation d'ètablir des conctacts nécessaires à leurs propres subsistences.
Il meurt subitement le 21 juillet 1701 d'une fièvre ou d'un arrêt cardiaque.